# Pik Sjokalskogo
Pik Sjokalskogo (ryska: Pik Shokal’skogo, Пик Шокальского) är en bergstopp i Kirgizistan.   Den ligger i oblastet Ysyk-Köl Oblusu, i den östra delen av landet, 400 km öster om huvudstaden Bisjkek. Toppen på Pik Sjokalskogo är 5 700 meter över havet, eller 899 meter över den omgivande terrängen. Bredden vid basen är 7,5 km.
Terrängen runt Pik Sjokalskogo är huvudsakligen mycket bergig.  Trakten runt Pik Sjokalskogo är nära nog obefolkad, med mindre än två invånare per kvadratkilometer. Det finns inga samhällen i närheten. Trakten runt Pik Sjokalskogo är permanent täckt av is och snö.